# Arroyo Panshuc
Arroyo Panshuc är en ort i Mexiko.   Den ligger i kommunen Tumbalá och delstaten Chiapas, i den sydöstra delen av landet, 800 km öster om huvudstaden Mexico City. Arroyo Panshuc ligger 106 meter över havet och antalet invånare är 151.
Terrängen runt Arroyo Panshuc är varierad. Runt Arroyo Panshuc är det ganska tätbefolkat, med 56 invånare per kvadratkilometer. Närmaste större samhälle är Joshil, 17,6 km sydväst om Arroyo Panshuc. I omgivningarna runt Arroyo Panshuc växer i huvudsak städsegrön lövskog.